# Cratere Bower
Bower è un cratere sulla superficie di Plutone.